# Octotapnia mucunaca
Octotapnia mucunaca là một loài bọ cánh cứng trong họ Cerambycidae.